# Ploemeur
Ploemeur (Plañvour trong tiếng Bretagne) là một xã ở tỉnh Morbihan trong vùng Bretagne tây bắc Pháp. Xã này có diện tích 39,72 km², dân số năm 1999 là 18.304 người. Khu vực này có độ cao từ -1-55 mét trên mực nước biển.
The inhabitants danh xưng trong tiếng Pháp là the Ploemeurois.

## Tiếng Bretagne
Xã này đã phát động một kế hoạch song ngữ thông qua Ya d’ar brezhoneg ngày 18 tháng 4 năm 2006.
Đây là nơi sinh của
- Stanislas Dupuy de Lôme (sinh năm 1816 ở lâu đài Soye - †1885).
- Yoann Gourcuff sinh năm 1986, cầu thủ bóng đá FC Girondins de Bordeaux và đội tuyển bóng đá quốc gia Pháp.

Ploemeur kết nghĩa vớis:
- Diksmuide, (Bỉ)
- Fermoy, (Ireland)
- Nowa Dęba, (Ba Lan)